# Pesca à linha
A pesca à linha é um dos métodos de pesca mais simples, empregando basicamente um ou vários anzóis na extremidade de uma linha de pesca.

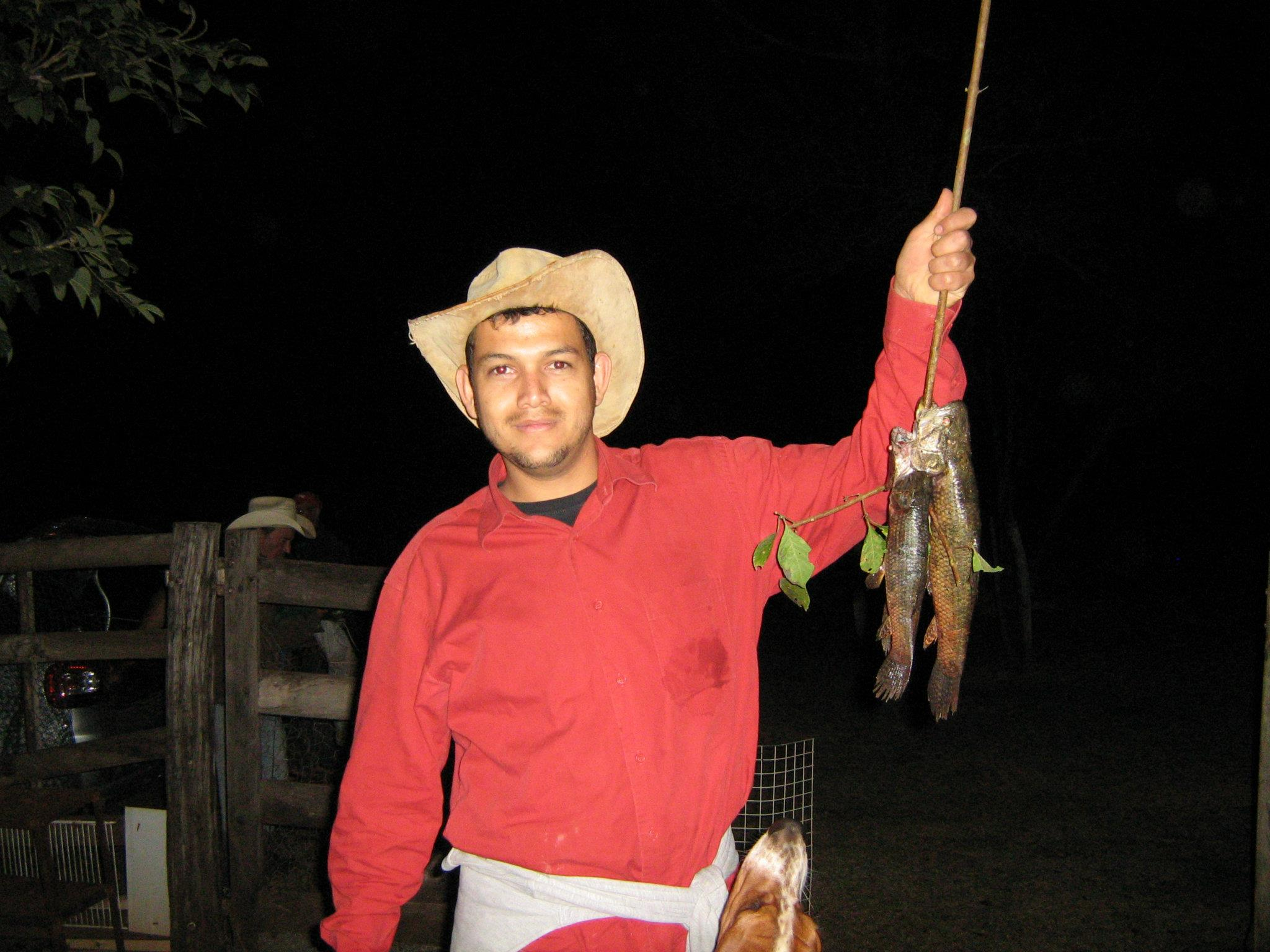
Pescador por lazer no interior do Brasil

A linha pode ser segura directamente na mão do pescador, ou pode estar presa a uma cana-de-pesca, com ou sem molinete. Geralmente os anzóis são iscados, quer com isca natural (pedaços de peixe, camarão ou lula, ou minhocas), quer com iscas artificiais, de plástico ou metal, com a forma duma das presas das espécies de peixe que se pretendem capturar.
A pesca à linha é realizada, tanto como uma actividade recreativa ou desportiva, quer comercialmente ou como forma de subsistência e pode ser realizada com ou sem embarcação. A pesca de margem, no mar ou em lagos, é uma das formas mais populares de pesca recreativa.
A pesca à linha a partir de embarcações é designada de "pesca grossa". Nesta modalidade o pescador tenta capturar peixes de grandes dimensões, contando para isso com a ajuda do próprio barco que, durante a "luta", deve ser manobrado de forma a travar o peixe; nesta modalidade um só peixe pode demorar mais de 2 horas a ser pescado pois trata-se de uma prova de resistência.
A pesca à linha industrial é normalmente realizada a partir de embarcações onde embarcam vários pescadores (o número depende das dimensões da embarcação) e cada pescador pode operar uma ou várias linhas de pesca, muitas vezes com vários anzóis em cada. Dependendo da profundidade a que se pesca e do tamanho dos peixes que se pretendem capturar, a linha pode ser operada só com as mãos, ou com molinetes, por vezes mecânicos.
Normalmente a linha leva um peso e, às vezes, um flutuador, para permitir ao pescador o melhor controlo da sua posição, mas há um tipo de pesca à linha em que não se usa qualquer peso, nem flutuador: a linha com o anzol é arrastada pela embarcação em marcha; este tipo de pesca chama-se corrico (ou "ao corrico").